# 沙尔比 (约讷省)
沙尔比（法語：Charbuy，法語發音：[ʃaʁbɥi] ⓘ）是法国勃艮第-弗朗什-孔泰大区约讷省的一个市镇，位于该省中部，属于欧塞尔区。

## 地理
沙尔比（47°49'26"N, 3°27'59"E）面积23.4 平方千米，位于法国勃艮第-弗朗什-孔泰大區约讷省，该省份为法国中北部内陆省份，西接卢瓦雷省，西北接塞纳-马恩省，南至涅夫勒省，东临科多尔省，东北与奥布省接壤。
与沙尔比接壤的市镇（或旧市镇、城区）包括：弗勒里拉瓦莱、维勒法尔若、布朗什、兰德里、佩里尼、托隆河畔普瓦伊、博尔什河畔圣乔治。
沙尔比的时区为UTC+01:00、UTC+02:00（夏令时）。

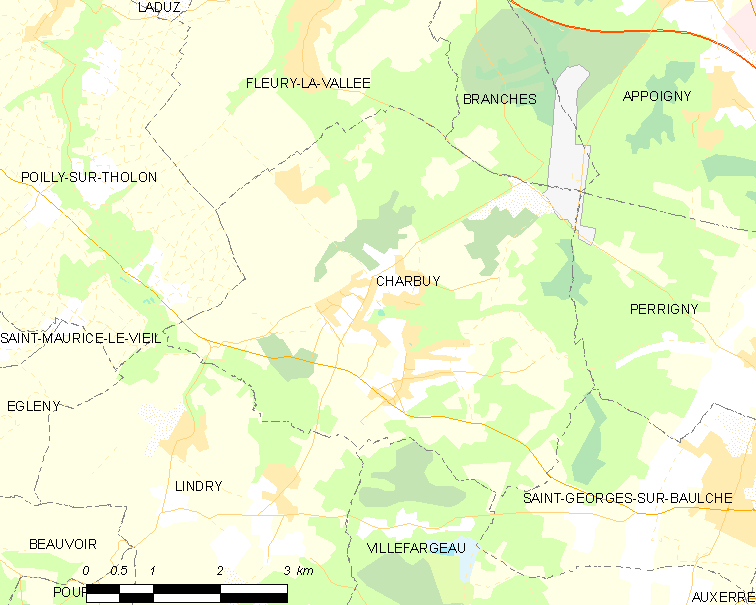
沙尔比的OSM定位图

## 行政
沙尔比的邮政编码为89113，INSEE市镇编码为89083。

## 政治
沙尔比所属的省级选区为欧塞尔第二县。

## 人口

1962-2008年间沙尔比人口变化图示

沙尔比于2022年1月1日时的人口数量为1870人。